# 인슬레이브드
인슬레이브드(Enslaved)는 1991년 결성된 노르웨이의 헤우게순 출신의 블랙 메탈, 바이킹 메탈 밴드이다. 현재 이들은 노르웨이의 베르겐을 근거지로 삼고 있다.

## 구성원

### 현재 구성원
- 그루틀레 셸손(Grutle Kjellson) - 리드 보컬, 베이스 (1991년-현재)
- 이바르 비요른숀(Ivar Bjørnson) - 리드/리듬 기타, 키보드, 배킹 보컬 (1991년-현재), 키보드 (1991년-2004년)
- 아르베 "아이스 데일" 이스달(Arve "Ice Dale" Isdal) - 리드/리듬 기타 (2002년-현재)
- 카토 벡케볼드(Cato Bekkevold) - 드럼, 퍼커션 (2003년-현재)
- 헤르브란드 라르센(Herbrand Larsen) - 기타, 키보드, 멜로트론, 신디사이저, 보컬 (2004년-현재)

### 전임 멤버
- 트륌 토르숀(Trym Torson) - 드럼, 퍼커션 (1991년-1995년)
- 하랄드 헬게손(Harald Helgeson) - 드럼 (1995년-1997년)
- 페르 "더지 렙" 휴세뵈(Per "Dirge Rep" Husebø) - 드럼, 퍼커션 (1997년-2002년)
- 리카르드 "로이" 크론하임(Richard "Roy" Kronheim) - 기타 (1997년-2002년)